# رونالد پترسون

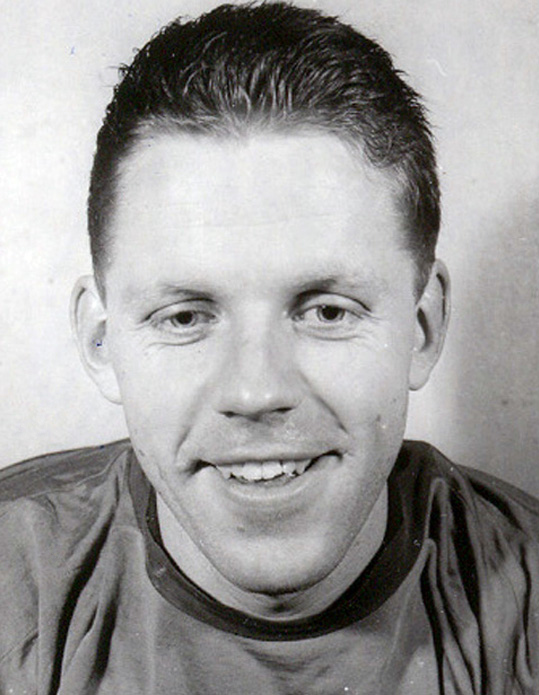

رونالد پترسون (سوئدی: Ronald Pettersson؛ ۱۶ آوریل ۱۹۳۵ – ۶ مارس ۲۰۱۰) بازیکن فوتبال، و بازیکن هاکی روی یخ اهل سوئد بود.
از باشگاه‌هایی که در آن بازی کرده‌است می‌توان به باشگاه فوتبال گوتبورگ اشاره کرد.